# Limbonic Art
Limbonic Art je norská sympho-black metalová kapela založená v roce 1993 hudebníkem s přezdívkou Daemon (vokály, kytara) v norském městě Sandefjord. Do první sestavy přibral další tři členy. Ty záhy propustil a vytvořil duo s Morfeem, s nímž stvořil první studiové album s názvem Moon in the Scorpio - vyšlo v roce 1996.
Limbonic Art fungovali až do roku 2003, kdy se rozpadli, ovšem v roce 2006 se skupina (v jiném složení) opět zformovala.

## Diskografie

### Demo nahrávky
- Promo Rehearsal '95 (1993)
- Promo 1996 (1996)

### Studiová alba
- Moon in the Scorpio (1996)
- In Abhorrence Dementia (1997)[2]
- Epitome of Illusions (1998)
- Ad Noctum - Dynasty of Death (1999)
- The Ultimate Death Worship (2002)
- Legacy of Evil (2007)
- Phantasmagoria (2010)
- Spectre Abysm (2017)

### Kompilace
- Chronicles of Limbo (2000)
- Limbonic Art - Volume I-IV (2001)
- 1995–1996 (2009)
- 1996 (2010)